# Pastor Maldonado
Pastor Maldonado (Maracay, 9 maart 1985) is een autocoureur uit Venezuela die tussen 2011 en 2015 in de Formule 1 uitkwam. Tussen 2011 en 2013 reed hij bij Williams F1, waar hij in het seizoen 2011 teamgenoot werd van Rubens Barrichello, in 2012 teamgenoot was van Bruno Senna en in 2013 teamgenoot was van Valtteri Bottas. In zijn laatste twee seizoenen reed hij voor het Lotus F1 Team naast Romain Grosjean. Hij is een voormalig kampioen van de Italiaanse Formule Renault.

## Loopbaan

### Formule Renault
In 2003 begon Maldonado in de Italiaanse Formule Renault voor het team Cram Competition en finishte als zevende in het kampioenschap. Hij behaalde drie podiumplaatsen en een pole position. Cram Competition nam ook deel aan een ronde van de Duitse Formule Renault op Oschersleben.
In 2004 nam Maldonado deel aan zowel de Italiaanse als de Eurocup Formule Renault 2.0 met Cram Competition. In Italië won hij de titel, met acht overwinningen en zes pole positions uit zeventien starts. In het Europese kampioenschap eindigde Maldonado als achtste met twee overwinningen. Maldonado kon ook tijd vrijmaken om deel te nemen aan een ronde van de Formule Renault V6 Eurocup op Spa-Francorchamps, met als beste finish een vijfde plaats.
In november 2004 kreeg Maldonado een test voor het Formule 1-team van Minardi op Misano in Italië. Voormalig teambaas Giancarlo Minardi gaf Maldonado positief commentaar over Maldonado's optreden.

### Italiaanse F3000
In 2005 verliet Maldonado de Formule Renault, maar reed geen geheel seizoen in een andere klasse. Hij maakte vier starts in de Italiaanse Formule 3000 voor het team Sighinolfi Auto Racing, waar een overwinning goed was voor een negende plaats in het klassement. Hij maakte ook zeven starts in de Formule Renault 3.5 Series, met als beste finish een zevende plaats. Deze deelname werd echter overschaduwd door een ongeluk in Monaco, waar hij bij een ongeluk verzuimde gas terug te nemen en hierbij een marshal ernstig verwondde. Hij kreeg een ban van vier races.

### Formule Renault 3.5 Series
In 2006 kreeg Maldonado een vaste plek in de Formule Renault 3.5 Series voor het team Draco Racing. Hij finishte als derde met drie overwinningen, zes andere podiumplaatsen en vijf pole positions.
Alhoewel, Maldonado had dat seizoen de titel kunnen winnen als hij niet op Misano was gediskwalificeerd door een technische inbreuk. Draco racing diende een klacht in en de eindstanden bleven tijdelijk totdat de Italiaanse National Court of Appeal for Motorsport de beslissing van de stewards in een rechtszaak in januari 2007 aanvaardde. De verloren vijftien punten konden hem naar de eerste plek in het kampioenschap schuiven, voor Alx Danielsson en Borja García.

### GP2
Maldonado's prestaties in de WSR leverden hem een zitje in de GP2 op voor het team Trident Racing in 2007 na een succesvolle test aan het einde van 2006. Hij behaalde zijn eerste overwinning in zijn vierde race in Monaco. Hij moest echter de laatste vier races van het seizoen missen door een blessure nadat hij een sleutelbeen brak in een training, waardoor hij buiten de top 10 finishte.
In 2008 verhuisde hij naar Piquet Sports. In het midden van het seizoen had hij twee pole positions en twee podiumplaatsen. Hij had een belachelijke sprintrace op Silverstone - hij bleef staan op de startgrid, kreeg een straf omdat hij de snelheidslimiet in de pitstraat overschreed, nog een straf omdat hij inhaalde onder de gele vlag en in de laatste ronde crashte hij met Adrián Vallés en Kamui Kobayashi. Hij startte achteraan in Hongarije voor de hoofdrace, maar finishte toch als vijfde en behaalde de snelste ronde. Door vier podiumfinishes - inclusief een overwinning op Spa - in de laatste zes races klom hij toch op naar de vijfde plaats in het kampioenschap.
In 2009 tekende hij bij ART Grand Prix. Als onderdeel van het contract nam Maldonado ook deel aan drie weekenden van het GP2 Asia Series seizoen 2008-09. Maldonado werd echter vaak verslagen door teamgenoot en kampioen dat jaar Nico Hülkenberg, maar hij finishte toch als zesde in het kampioenschap waardoor hij ART de titel bezorgde.
Hij nam ook deel aan de eerste ronde van de Euroseries 3000 in 2009 om het circuit van de Algarve te verkennen voor de laatste ronde van het GP2-seizoen. Maldonado won de eerste race en startte de tweede vanaf pole position.
In 2010 reed hij voor het team van Rapax en behaalde daarmee de titel met in totaal 6 overwinningen.

### Formule 1
In 2011 rijdt Maldonado voor Williams in de Formule 1 naast Rubens Barrichello. Het team maakt het slechtste seizoen uit de historie mee en scoort maar 5 punten, 4 voor Barrichello en 1 voor Maldonado, behaald dankzij een tiende plaats op Spa-Francorchamps. Maldonado wordt hierdoor negentiende in het kampioenschap.
In 2012 blijft Maldonado bij Williams rijden, maar heeft in Bruno Senna wel een nieuwe teamgenoot. De eerste twee races lag hij kort voor het einde van de race steeds in de punten, maar door een crash in Australië en motorpech in Maleisië kwam hij uiteindelijk niet aan de finish. In Spanje haalde hij onverwachts zijn eerste polepositie door de diskwalificatie van Lewis Hamilton na de kwalificatie. Een dag later wist hij deze polepositie te verzilveren met een overwinning.
In 2013 heeft Maldonado in Valtteri Bottas opnieuw een nieuwe teamgenoot. Williams maakte echter een nog slechter seizoen mee dan in 2011, Maldonado wist tot op heden slechts één punt te scoren door een tiende plaats op de Hungaroring. Op 11 november 2013 maakte het team bekend dat hij in 2014 wordt vervangen door Felipe Massa. Op 29 november werd bekend dat Maldonado in 2014 voor het Lotus F1 Team gaat rijden, naast Romain Grosjean.
In 2016 zou Maldonado bij Lotus blijven rijden, maar anderhalve maand voor de start van het seizoen maakte hij bekend dat hij dat jaar niet in de Formule 1 uitkomt.

## Formule 1-carrière
| Jaar/Jaren    | Team     |
| ------------- | -------- |
| 2011 t/m 2013 | Williams |
| 2014 t/m 2015 | Lotus    |

|                       | 2011 | 2012 | 2013 | 2014 | 2015 | Totaal |
| --------------------- | ---- | ---- | ---- | ---- | ---- | ------ |
| Aantal races          | 19   | 20   | 19   | 19   | 19   | 96     |
| Aantal zeges          | 0    | 1    | 0    | 0    | 0    | 1      |
| Aantal pole-positions | 0    | 1    | 0    | 0    | 0    | 1      |
| Aantal snelste ronden | 0    | 0    | 0    | 0    | 0    | 0      |
| Aantal podiumplaatsen | 0    | 1    | 0    | 0    | 0    | 1      |
| Aantal WK-punten      | 1    | 45   | 1    | 2    | 27   | 76     |
| Eindstand WK          | 19   | 15   | 18   | 16   | 14   |        |

## Resultaten

### Totale GP2 resultaten
- Races vetgedrukt betekent pole positie, Races cursief betekent snelste ronde

| Jaar | Inschrijving   | 1           | 2          | 3          | 4          | 5         | 6          | 7         | 8         | 9          | 10         | 11        | 12         | 13          | 14          | 15        | 16          | 17          | 18          | 19         | 20         | 21      | Rang | Punten |
| ---- | -------------- | ----------- | ---------- | ---------- | ---------- | --------- | ---------- | --------- | --------- | ---------- | ---------- | --------- | ---------- | ----------- | ----------- | --------- | ----------- | ----------- | ----------- | ---------- | ---------- | ------- | ---- | ------ |
| 2007 | Trident Racing | BHR FEA DNS | BHR SPR 16 | ESP FEA NF | ESP SPR 17 | MON FEA 1 | FRA FEA 10 | FRA SPR 8 | GBR FEA 7 | GBR SPR 2  | GER FEA 6  | GER SPR 4 | HUN FEA NF | HUN SPR NF  | TUR FEA     | TUR SPR   | ITA FEA     | ITA SPR     | BEL FEA     | BEL SPR    | VAL FEA    | VAL FEA | 11   | 25     |
| 2008 | Piquet Sports  | ESP FEA 12  | ESP SPR NF | TUR FEA NF | TUR SPR NF | MON FEA 2 | MON SPR NF | FRA FEA 3 | FRA SPR 7 | GBR FEA NF | GBR SPR 15 | GER FEA 6 | GER SPR 17 | HUN FEA 5   | HUN SPR 18  | EUR FEA 2 | EUR SPR NF  | BEL FEA 3   | BEL FEA 1   | ITA FEA 2  | ITA SPR 4  |         | 5    | 60     |
| 2009 | ART Grand Prix | ESP FEA 5   | ESP SPR 6  | MON FEA 8  | MON SPR 1  | TUR FEA 6 | TUR SPR 5  | GBR FEA 7 | GBR SPR 1 | GER FEA NF | GER SPR 9  | HUN FEA 4 | HUN SPR NF | VAL FEA DSQ | VAL SPR 8   | BEL FEA 4 | BEL FEA NF  | ITA FEA NF  | ITA SPR 15  | POR FEA 11 | POR SPR 20 |         | 6    | 36     |
| 2010 | Rapax Team     | ESP FEA 6   | ESP SPR 3  | MON FEA 2  | MON SPR 11 | TUR FEA 1 | TUR SPR 6  | VAL FEA 1 | VAL SPR 4 | GBR FEA 1  | GBR SPR 4  | GER FEA 1 | GER SPR 20 | HUN FEA 1   | HUN SPR DSQ | BEL FEA 1 | BEL SPR DNF | ITA FEA DNF | ITA SPR DNF | ABU FEA 17 | ABU SPR 9  |         | 1    | 87     |

### Totale Formule 1-resultaten
- Races vetgedrukt betekent polepositie

| Seizoen | Inschrijving     | Chassis          | Motor                         | 1       | 2       | 3       | 4       | 5       | 6       | 7       | 8      | 9       | 10     | 11      | 12      | 13     | 14      | 15     | 16      | 17      | 18     | 19      | 20      | Pos | Punten |
| ------- | ---------------- | ---------------- | ----------------------------- | ------- | ------- | ------- | ------- | ------- | ------- | ------- | ------ | ------- | ------ | ------- | ------- | ------ | ------- | ------ | ------- | ------- | ------ | ------- | ------- | --- | ------ |
| 2011    | AT&T Williams    | Williams FW33    | Cosworth CA2011 2.4 V8        | AUS DNF | MAL DNF | CHN 18  | TUR 17  | SPA 15  | MON 18  | CAN DNF | EUR 18 | GBR 14  | DUI 14 | HON 16  | BEL 10  | ITA 11 | SIN 11  | JPN 14 | KOR DNF | IND DNF | ABU 14 | BRA DNF |         | 19  | 1      |
| 2012    | Williams F1 Team | Williams FW34    | Renault RS27-2012 2.4 V8      | AUS 13  | MAL 19  | CHN 8   | BHR DNF | SPA 1   | MON DNF | CAN 13  | EUR 12 | GBR 16  | DUI 15 | HON 13  | BEL DNF | ITA 11 | SIN DNF | JPN 8  | KOR 14  | IND 16  | ABU 5  | VST 9   | BRA DNF | 15  | 45     |
| 2013    | Williams F1 Team | Williams FW35    | Renault RS27-2013 2.4 V8      | AUS DNF | MAL DNF | CHN 14  | BHR 11  | SPA 14  | MON DNF | CAN 16  | GBR 11 | DUI 15  | HON 10 | BEL 17  | ITA 14  | SIN 11 | KOR 13  | JPN 16 | IND 12  | ABU 11  | VST 17 | BRA 16  |         | 18  | 1      |
| 2014    | Lotus F1 Team    | Lotus E22        | Renault Energy F1-2014 1.6 V6 | AUS DNF | MAL DNF | BHR 14  | CHN 14  | SPA 15  | MON DNS | CAN DNF | OOS 12 | GBR 17  | DUI 12 | HON 13  | BEL DNF | ITA 14 | SIN 12  | JPN 16 | RUS 18  | VST 9   | BRA 12 | ABU DNF |         | 16  | 2      |
| 2015    | Lotus F1 Team    | Lotus E23 Hybrid | Mercedes PU106B Hybrid V6     | AUS DNF | MAL DNF | CHN DNF | BHR 15  | SPA DNF | MON DNF | CAN 7   | OOS 7  | GBR DNF | HON 14 | BEL DNF | ITA DNF | SIN 12 | JPN 8   | RUS 7  | VST 8   | MEX 11  | BRA 10 | ABU DNF |         | 14  | 27     |

#### Overwinningen
| Nr. | Grand Prix                           | Team     |
| --- | ------------------------------------ | -------- |
| 1   | Grand Prix Formule 1 van Spanje 2012 | Williams |